# Železný Brod
Železný Brod (niem. Eisenbrod) – miasto w Czechach, w kraju libereckim.
31 grudnia 2003 powierzchnia miasta wynosiła 2252 ha. 1 stycznia 2017 gminę zamieszkiwało 6070 osób, a ich średni wiek 43,9 roku.  
Przy hucie Detesk znajduje się muzeum szkła, w którym można (po umówieniu) obejrzeć z bliska proces jego wytwarzania.
W Železnym Brodzie odbywa się festiwal iluzji podczas którego przyznawana jest nagroda Skléný Magik. Spośród polskich iluzjonistów zdobyli ją między innymi Piotr Szumny (w 1998), oraz Marek Kluz (w 2000).

## Demografia
| Rok             | 1970  | 1980  | 1991  | 2001  | 2003  |
| --------------- | ----- | ----- | ----- | ----- | ----- |
| Liczba ludności | 5 663 | 7 099 | 6 826 | 6 544 | 6 442 |

Źródło: Czeski Urząd Statystyczny

## Miasta partnerskie
- Olszyna